# Élan (Ardennes)
Élan korábbi község Franciaországban, Ardennes megyében. Lakosainak száma 75 fő (2018. január 1.). Élan Balaives-et-Butz, Boutancourt, Étrépigny, Sapogne-et-Feuchères, Singly, Vendresse és Villers-le-Tilleul községekkel határos.
2019. január 1-jén két másik községgel együtt egyesült a korábbi Flize községgel és az így létrejött (azonos nevű) Flize új község része lett.

## Népesség
A település népességének változása:
| Lakosok száma | 86   | 86   | 74   | 77   | 78   | 77   | 76   | 77   | 75   | 75   |
|               | 1968 | 1975 | 1982 | 1999 | 2006 | 2011 | 2013 | 2016 | 2017 | 2018 |